# Liste der Monuments historiques in Croissy-sur-Celle
Die Liste der Monuments historiques in Croissy-sur-Celle führt die Monuments historiques in der französischen Gemeinde Croissy-sur-Celle auf.

## Liste der Bauwerke
| Bezeichnung          | Beschreibung              | Standort | Kennzeichnung | Schutzstatus | Datum | Bild           |
| -------------------- | ------------------------- | -------- | ------------- | ------------ | ----- | -------------- |
| Ehemaliges Pfarrhaus | Erbaut im 16. Jahrhundert | (Lage)   | PA60000085    | Inscrit      | 2013  | weitere Bilder |

## Liste der Objekte
| Bezeichnung                 | Beschreibung                       | Standort                      | Kennzeichnung | Schutzstatus | Datum | Bild |
| --------------------------- | ---------------------------------- | ----------------------------- | ------------- | ------------ | ----- | ---- |
| Taufbecken                  | Stein, 1551                        | in der Kirche St-Léger (Lage) | PM60000693    | Classé       | 1913  |      |
| Skulptur des heiligen Léger | Stein, Anfang des 16. Jahrhunderts | in der Kirche St-Léger (Lage) | PM60000694    | Classé       | 1913  |      |